# Audrey Dalton
Audrey Dalton (* 21. Januar 1934 in Dublin) ist eine irische Schauspielerin.

## Leben
Audrey Dalton wurde 1934 als Tochter von Emmet Dalton, einem Filmverleiher, in Dublin geboren. Bereits als Kind wollte sie Schauspielerin werden und übte sich als solche in zahlreichen Schulaufführungen. So spielte sie mit 13 Jahren unter anderem die Antigone in Sophokles gleichnamiger Tragödie. Nachdem sie im Alter von 17 Jahren mit ihrer Familie nach London übergesiedelt war, wo sie ihren Schulabschluss machte, schrieb sie sich an der renommierten Royal Academy of Dramatic Art ein. Während einer Theateraufführung wurde sie zwei Jahre später von einem Angestellten von Paramount Pictures entdeckt, der sie zu einem Vorsprechen einlud. Sie erhielt einen Vertrag bei Paramount, worauf sie in Hollywood zunächst den Film The Girls of Pleasure Island (1953) drehte und anschließend an 20th Century Fox ausgeliehen wurde. Dort spielte sie in Henry Kosters Meine Cousine Rachel (1952) neben Olivia de Havilland und Richard Burton sowie in Der Untergang der Titanic (1953) die Tochter von Barbara Stanwyck. 1958 war sie auch in einer Nebenrolle in Delbert Manns preisgekröntem Ensemblefilm Getrennt von Tisch und Bett zu sehen, in dem Deborah Kerr, Rita Hayworth, David Niven und Burt Lancaster die Hauptrollen spielten. 
Ab 1956 war Audrey Dalton vor allem für das US-amerikanische Fernsehen tätig und trat dabei unter anderem in Westernserien wie Bonanza (1962), Rauchende Colts (1963) und Verrückter wilder Westen (1966) auf. 1959 kehrte sie zwischenzeitlich nach Irland zurück, um für die von ihrem Vater mitbegründete Produktionsfirma Ardmore Studios in dem Film This Other Eden eine Hauptrolle zu übernehmen. Ende der 1970er Jahre zog sie sich aus dem Showgeschäft zurück.
Von 1953 bis 1977 war sie mit dem Regieassistenten James H. Brown verheiratet, mit dem sie zwei Töchter und drei Söhne hat. Seit 1979 ist sie mit dem Ingenieur Rod. F. Simenz verheiratet.

## Filmografie (Auswahl)
- 1952: Meine Cousine Rachel (My Cousin Rachel)
- 1953: The Girls of Pleasure Island
- 1953: Der Untergang der Titanic (Titanic)
- 1954: Der Schürzenjäger von Venedig (Casanova’s Big Night)
- 1954: Der einsame Adler (Drum Beat)
- 1955: Tempel der Versuchung (The Prodigal)
- 1955: In den Schlingen von Scotland Yard (Confession)
- 1956: Teufelskommando – Marinekorps „Pantherkatze“ schlägt zu (Hold Back the Night)
- 1957: Alarm für Sperrzone 7 (The Monster That Challenged the World)
- 1957: Alle lieben Bob (The Bob Cummings Show) (TV-Serie, zwei Folgen)
- 1958: Thundering Jets
- 1958: Wenn man Millionär wär (The Millionaire) (TV-Serie, eine Folge)
- 1958: Der Mann mit der Kamera (Man with a Camera) (TV-Serie, eine Folge)
- 1958: Getrennt von Tisch und Bett (Separate Tables)
- 1959: Lone Texan
- 1959: This Other Eden
- 1960–1962: Thriller (TV-Serie, drei Folgen)
- 1960–1967: Nachdenkliche Geschichten (Insight) (TV-Serie, vier Folgen)
- 1961: Ein Playboy hat’s schwer (The Tab Hunter Show) (TV-Serie, eine Folge)
- 1961: Vilma und King (National Velvet) (TV-Serie, eine Folge)
- 1961: Anwalt der Gerechtigkeit (Lock-Up) (TV-Serie, eine Folge)
- 1961: Ein Fall für Michael Shayne (Michael Shayne) (TV-Serie, eine Folge)
- 1961: Perry Mason (TV-Serie, eine Folge)
- 1961: Der unheimliche Mr. Sardonicus (Mr. Sardonicus)
- 1962: Bonanza (TV-Serie, eine Folge)
- 1962: Sprung aus den Wolken (Ripcord ) (TV-Serie, eine Folge)
- 1963: Rauchende Colts (Gunsmoke) (TV-Serie, eine Folge)
- 1963: Im Wilden Westen (Death Valley Days) (TV-Serie, eine Folge)
- 1963: The Dakotas (TV-Serie, eine Folge)
- 1963: Temple Houston (TV-Serie, eine Folge)
- 1964: Stationsarzt Dr. Kildare (Dr. Kildare) (TV-Serie, eine Folge)
- 1964: Das Mädchen mit der Peitsche (Kitten with a Whip)
- 1965: Colorado Saloon 12 Uhr 10 (The Bounty Killer)
- 1965: Die Seaview – In geheimer Mission (Voyage to the Bottom of the Sea) (TV-Serie, eine Folge)
- 1965: Laredo (TV-Serie, eine Folge)
- 1965/1966: Big Valley (The Big Valley) (TV-Serie, zwei Folgen)
- 1966: Verrückter wilder Westen (Wild Wild West) (TV-Serie, eine Folge)
- 1966: Dancer für U.N.C.L.E. (The Girl from U.N.C.L.E.) (TV-Serie, eine Folge)
- 1967: Polizeibericht (Dragnet) (TV-Serie, eine Folge)
- 1967: Lieber Onkel Bill (Family Affair) (TV-Serie, eine Folge)
- 1974–1978: Make-up und Pistolen (Police Woman) (TV-Serie, drei Folgen)